# Carpodacus rodochroa
Il carpodaco cigliarosa (Carpodacus rodochroa Vigors, 1831) è un uccello passeriforme della famiglia dei Fringillidi.

## Etimologia
Il nome scientifico della specie, rodochroa, deriva dall'unione delle parole greche ῥοδον (rhodon, "rosa") e χροα (khroa, "aspetto"), col significato di "dal colore rosa", in riferimento alla livrea dei maschi adulti.

## Descrizione

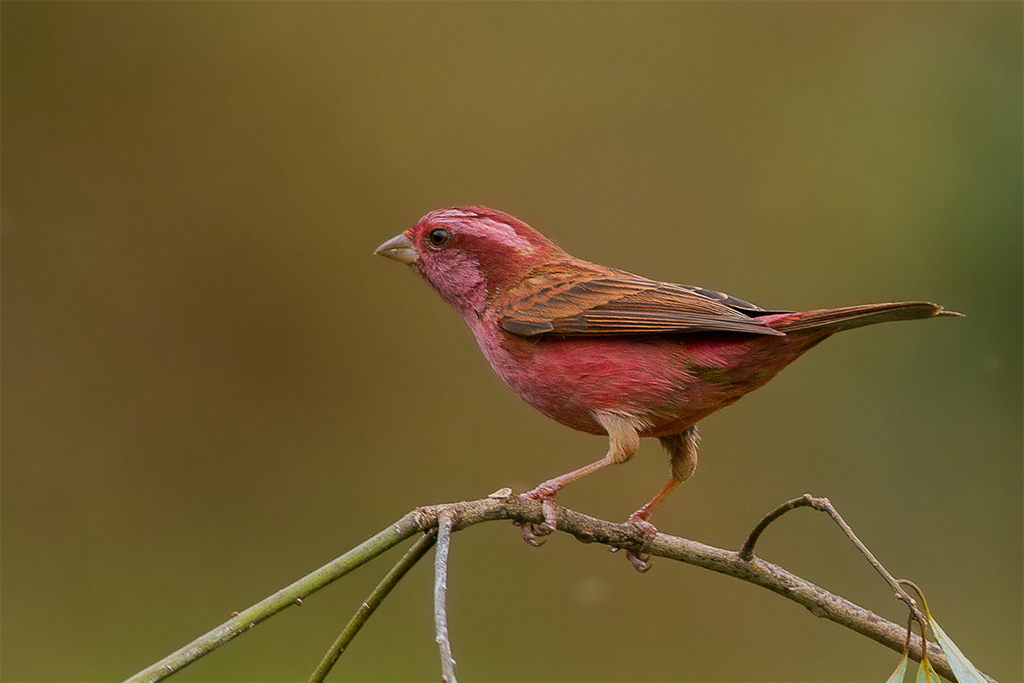
Maschio nell'Uttarakhand.

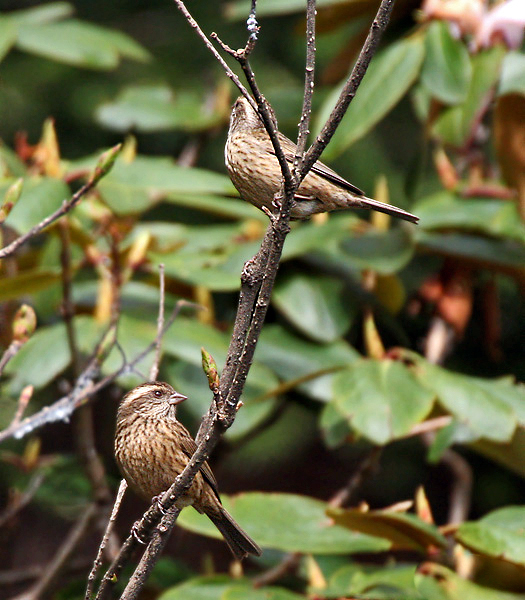
Due femmine a Kullu.

### Dimensioni
Misura 14–15 cm di lunghezza, per 16-20 g di peso.

### Aspetto
Si tratta di uccelli dall'aspetto robusto, muniti di testa tondeggiante con grandi occhi e robusto becco conico, ali allungate e coda dalla punta lievemente forcuta.
Anche in questa specie è osservabile un evidente dimorfismo sessuale: il piumaggio, infatti, presenta differenze consistenti nei due sessi. I maschi, infatti, presentano sopracciglia (da cui il nome comune), tempie, guance, gola, petto, ventre e codione di colore rosa carico, mentre fronte, vertice, nuca e dorso sono di colore bruno, con le singole penne orlate di colore più chiaro (come tipicamente osservabile fra i carpodacini) e ali e coda di colore nerastro: dai lati del becco parte una sottile banda bruna che raggiunge l'occhio e si prolunga lungo i lati del collo fino a congiungersi col bruno dorsale, separando il rosa delle sopracciglia da quello facciale e ventrale. Le femmine, invece, mancano di qualsiasi traccia del pigmento rosa, presentando una livrea sobria e dominata dalle tonalità del bruno-giallastro, più chiaro ventralmente e più scuro dorsalmente. In ambedue i sessi, il becco è di colore nero-bluastro, le zampe sono di colore carnicino e gli occhi sono di colore bruno-rossiccio.

## Biologia
Si tratta di uccelli dalle abitudini diurne, che passano la maggior parte della giornata al suolo o fra i cespugli muovendosi in coppie o in gruppetti e ricercando continuamente il cibo, tenendosi in continuo contatto fra loro mediante richiami fischianti.

### Alimentazione

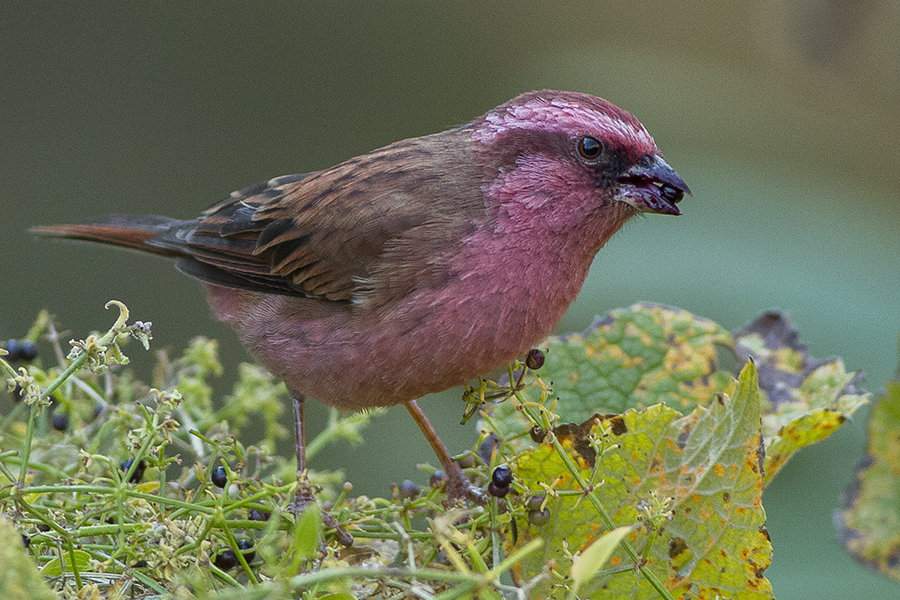
Maschio si nutre sul Nanda Devi.

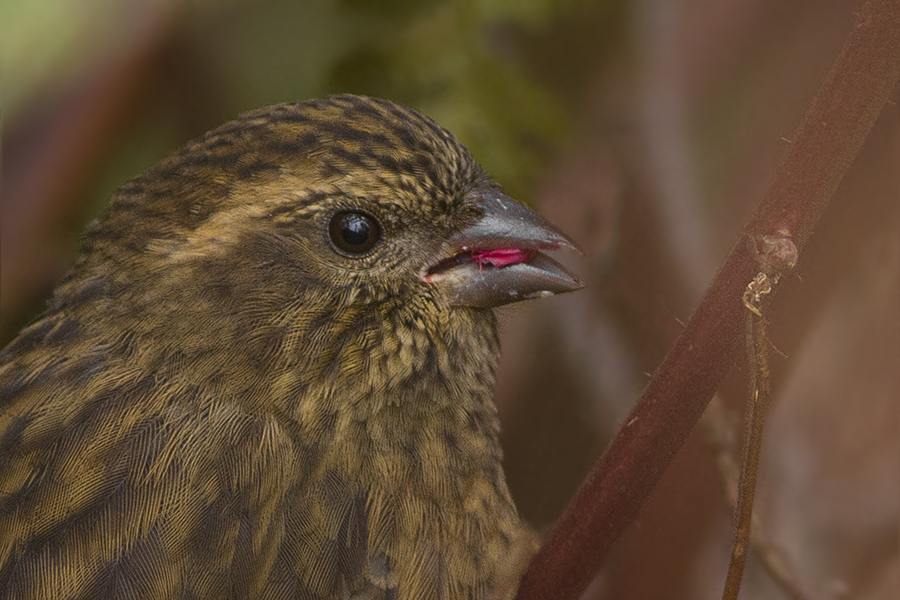
Primo piano di una femmina intenta a nutrirsi nel Sikkim orientale.

Il carpodaco cigliarosa presenta dieta essenzialmente granivora e piuttosto specializzata, nutrendosi principalmente di semi e bacche di Cyathula, Viburnum e Ziziphus maurtiana, oltre che di semi e germogli di piante erbacee e sporadicamente anche di piccoli invertebrati.

### Riproduzione
La stagione degli amori si estende nei mesi di luglio e agosto: durante questo periodo si formano le coppie, che sono molto unite e collaborano nell'allontanare eventuali intrusi dai dintorni del sito di nidificazione.
Il nido, a forma di coppa, viene costruito dalla femmina, che intreccia erba secca e fibre vegetali per comporne l'esterno e fodera l'interno con materiale soffice come muschio e pelame. All'interno del nido, essa depone 3-5 uova, che provvede da sola a covare (col maschio che staziona di guardia vicino al nido e si occupa di reperire il cibo per entrambi) fino alla schiusa, che avviene circa due settimane dopo la deposizione: i pulli (ciechi e implumi alla nascita) vengono accuditi da entrambi i genitori, che li imbeccano con semi rigurgitati e insetti, e si allontanano dal nido attorno alle tre settimane dalla schiusa, poco dopo l'involo.

## Distribuzione e habitat

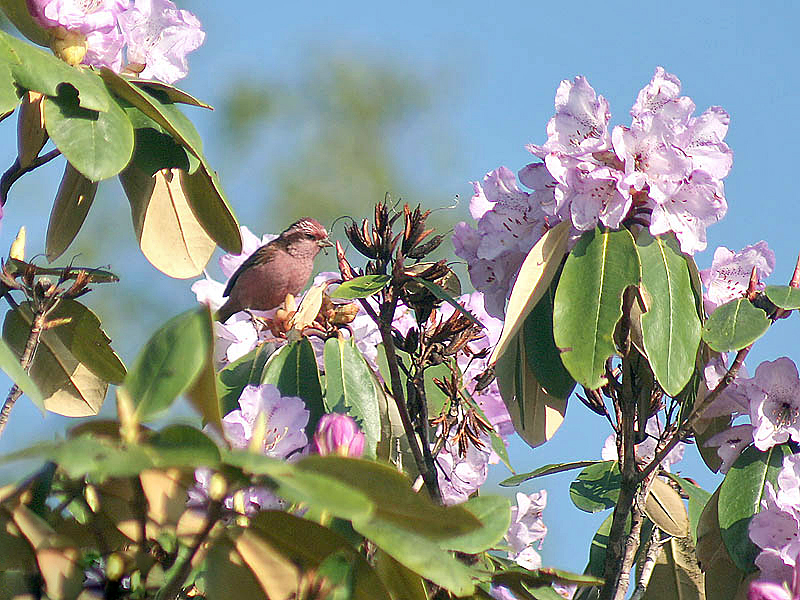
Maschio in natura.

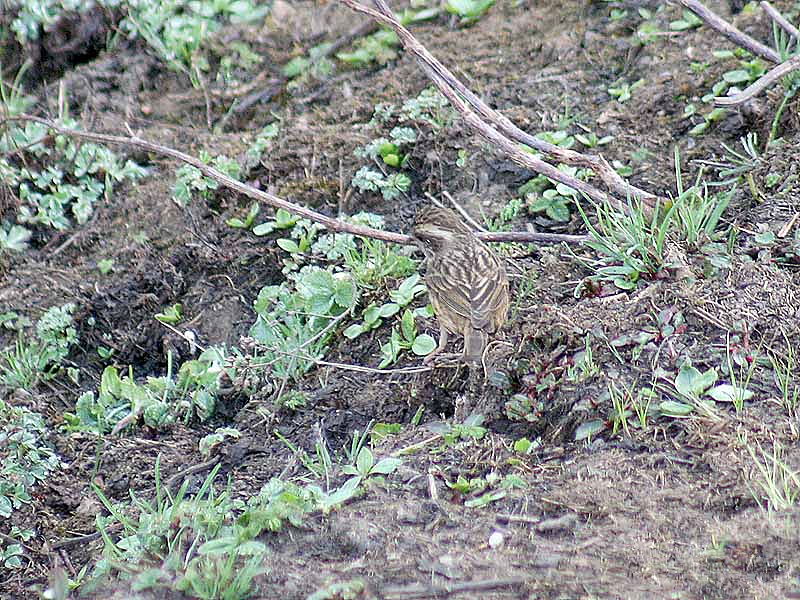
Femmina al suolo.

Il carpodaco cigliarosa è diffuso lungo le pendici sud-occidentali della catena dell'Himalaya, nell'area che va grossomodo dal Kashmir al Sikkim, attraverso Himachal Pradesh, Uttarakhand, Nepal e Tibet meridionale.
L'habitat di questi uccelli è rappresentato dalle aree di foresta boreale subtropicale secca montana e subalpina, con presenza di denso sottobosco.